# Tomahawk Technique
Tomahawk Technique è il quinto album del cantante reggae giamaicano Sean Paul, pubblicato il 27 gennaio 2012 in Francia, Belgio e Svizzera. Successivamente nel resto d'Europa.

## Tracce
1. Got 2 Luv U – con Alexis Jordan
2. She Doesn't Mind
3. Body
4. What I Want
5. Won't Stop (Turn Me Out)
6. Dream Girl
7. Hold On
8. How Deep Is Your Love – Kelly Rowland
9. Put It On You
10. Roll Wid Di Don
11. Touch The Sky
12. Wedding Crashers – Future Fambo

## Classifiche
| Classifica        | Posizione |
| ----------------- | --------- |
| Austria           | 7         |
| Belgio (Fiandre)  | 51        |
| Belgio (Vallonia) | 10        |
| Francia           | 5         |
| Germania          | 6         |
| Paesi Bassi       | 53        |
| Regno Unito       | 34        |
| Svizzera          | 3         |